# Elaine Dundy
Elaine Dundy, geboren als Elaine Rita Brimberg, (* 1. August 1921 in New York City; † 1. Mai 2008 in Los Angeles) war eine US-amerikanische Schriftstellerin, Biografin, Journalistin und Schauspielerin.

## Leben
Elaine Brimberg wuchs in einer wohlhabenden New Yorker Familie auf. Ihr Vater war ein erfolgreicher Geschäftsmann, der sehr jähzornig und ausfallend zu seiner Familie war. Elaine machte ihren Abschluss am Sweet Briar College, studierte Schauspielerei an der Jarvis Theatre School in Washington, D.C. und nahm das Pseudonym Elaine Dundy an. Nach dem Ende des Zweiten Weltkriegs reiste sie nach Europa. Dort lebte sie zuerst in Paris, wo sie französische Filme vertonte. Später zog sie nach London und spielte in einem Radio-Hörspiel der BBC mit. Im Jahr 1950 lernte sie den Theaterkritiker Kenneth Tynan kennen. Sie heirateten am 25. Januar 1951. Ihre gemeinsame Tochter Tracy wurde am 12. Mai 1952 geboren.
Elaine Dundy spielte verschiedene Nebenrollen in Filmen und Theaterstücken. Im Jahr 1958 veröffentlichte sie ihren ersten Roman The Dud Avocado (Eine Amerikanerin in Paris), der lose auf ihren Erfahrungen in Paris basierte. Der Roman wurde ein Bestseller und machte Elaine Dundy berühmt. Im Jahr 1964 ließen sich Kenneth Tynan und Elaine Dundy scheiden.
1962 schrieb Elaine Dundy für die BBC Satire That Was the Week That Was. Sie schrieb zwei weitere Romane und Theaterstücke, Biografien über Peter Finch und Elvis Presley und ein Buch über die Stadt Ferriday in Louisiana. Als Autorin war sie für die Zeitschriften Esquire, The New Yorker, Vogue und Cosmopolitan tätig. Elaine Dundy starb am 1. Mai 2008 an einem Herzinfarkt. Sie wurde auf dem Friedhof Westwood Village Memorial Park Cemetery beigesetzt.

## Werke

### Romane
- Eine Amerikanerin in Paris, 1960 (The Dud Avocado, 1958)
- Ein Abend zu zweit, 1967 (The Old Man and Me, 1964)
- The Injured Party, 1974

### Biografien und Sachbücher
- Finch, Bloody Finch: A Biography of Peter Finch, 1980
- Elvis and Gladys, 1985
- Ferriday, Louisiana, 1991
- Life Itself!, 2001 (Autobiografie)

### Stücke
- My Place, 1962
- Death in the Country